# Средња школа Лапово
Средња школа Лапово се налази у улици Светозара Марковића 43 у Лапову.

## Историјат
Средња школа Лапово је основана одлуком Скупштине општине Лапово на седници одржаној 13. маја 1993, назив Грађевинска школа у Лапову је добила 26. маја када јер је садржала подручје рада Грађевинарство и образовне профиле декоратер зидних површина и руковалац грађевинском механизацијом. Када је додат образовни профил Механичар шинских возила у подручју рада Машинство и обрада метала 31. августа 2000. је променила назив у Техничка школа, а 15. априла 2003. у данашњи назив Средња школа Лапово. На основу сагласности Министарства просвете Републике Србије Средња школа Лапово је 1995—1996. постала истурено одељење са тридесет ученика Економске школе Крагујевац за подручје рада Економија, право и администрација – економски техничар. Као истурено одељење је престао са радом 2001—2002. године. Садржи смерове Царински техничар, Кондуктер у железничком саобраћају, Кувар, Конобар и Финансијско–рачуноводствени техничар. Броји двадесет и једног наставника и 134 ученика распоређених у седам одељења.